# گلن داونی
گلن داونی (انگلیسی: Glen Downey؛ زادهٔ ۲۰ سپتامبر ۱۹۷۸) بازیکن فوتبال اهل بریتانیا است.
از باشگاه‌هایی که در آن بازی کرده‌است می‌توان به باشگاه فوتبال بیشاپ اوکلند، باشگاه فوتبال هارتل پول یونایتد، باشگاه فوتبال گیتزهد، باشگاه فوتبال گریمزبی تاون، و باشگاه فوتبال وورکساپ تاون اشاره کرد.